# Pirs (Station spatiale internationale)
Module de l'ISS
Le compartiment d'amarrage Pirs (russe : Пирс, ce qui signifie « ponton »), également dénommé « Stikovochny Otsek 1 » ou SO-1 (russe : Стыковочный отсек, « compartiment d'amarrage ») était un module russe de la Station spatiale internationale. C'est un des deux modules d'amarrage prévus à l'origine pour la station spatiale. Il est lancé le 14 septembre 2001 par une fusée Soyouz, amarré à un Progress modifié servant de module de propulsion, Progress M-SO1, et s'amarre automatiquement au port d'amarrage situé au nadir (du côté de la Terre) du module Zvezda. Après avoir été configuré  par l'équipage de l'Expédition 3 au cours de trois sorties extravéhiculaires, il est mis en service. Il fournit à la station spatiale un sas pour les sorties extravéhiculaires des cosmonautes russes ainsi qu'un troisième port d'amarrage pour le module Progress ou Soyouz.

## Historique
Pirs devait initialement servir de module d'amarrage provisoire en attendant la réalisation du Module d'Amarrage Universel (UDM) beaucoup plus sophistiqué. Après l'arrivée du module UDM, le module Pirs devait être amarré au port zénithal de Zvezda, mais après l'abandon pour des raisons financières du module UDM, il conserva son rôle et sa position. Pirs est un des deux sas du segment russe (avant le lancement de Poisk en 2009) mais les cosmonautes russes peuvent utiliser le sas de sortie Quest situé dans le segment américain qui est compatible avec leur combinaison spatiale Orlan. Le module Nauka devait être lancé en 2014 et devait prendre la place de Pirs qui aurait été déplacé vers le port d'amarrage situé au zénith. Le module Nauka est finalement lancé le 21 juillet 2021 et Pirs est désorbité le 26 juillet 2021 pour libérer la place, ce qui en fait le premier élément de l'ISS à être largué pour obsolescence.

## Caractéristiques techniques
Le module a été fabriqué par RKK Energia. Il est de conception similaire au module d'amarrage de l'ancienne station Mir. De forme approximativement cylindrique, il comporte à chaque extrémité un port d'amarrage. Le port d'amarrage situé côté Zvezda est un port hybride actif. À l'opposé un port d'amarrage sonde cône passif permet de recevoir les vaisseaux Soyouz TMA et Progress-M. Des canalisations  permettent de faire transiter du carburant entre le module Zvezda ou Zarya et un vaisseau Progress amarré à Pirs. Deux sas situés sur les flancs de la partie centrale permettent des sorties extravéhiculaires de cosmonautes utilisant des combinaisons spatiales Orlan. Les écoutilles utilisées pour ses sorties ont 1 mètre de diamètre et s'ouvrent vers l'intérieur pour que par défaut la pression les maintiennent fermées. Elles sont conçues pour être ouvertes 120 fois. Les dépressurisation et pressurisation du module dans le cadre d'une sortie durent environ 40 minutes. Contrairement au sas Quest l'air évacué pour la sortie dans l'espace n'est pas récupéré. Des mains courantes entourent l'écoutille à l'intérieur et à l'extérieur.

Le module Pirs
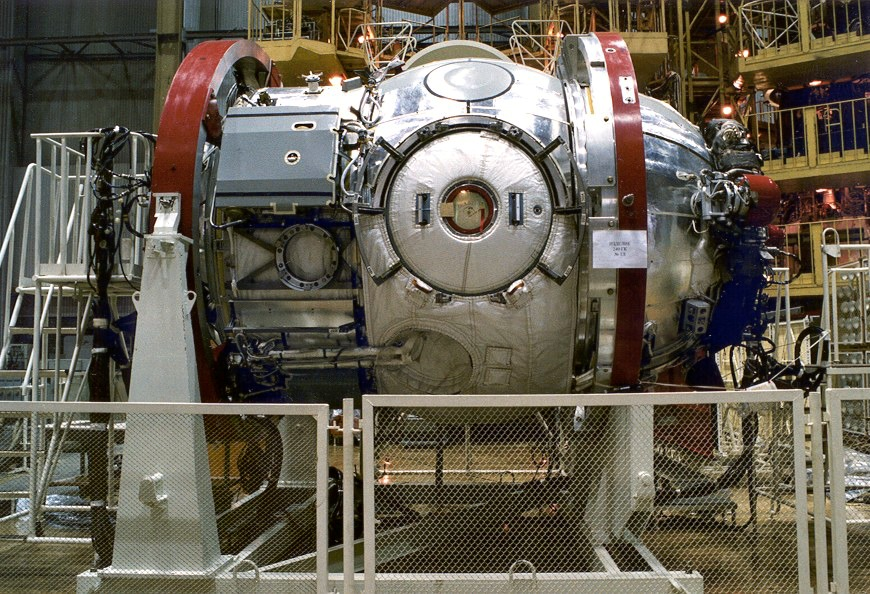
Pirs en cours d'assemblage
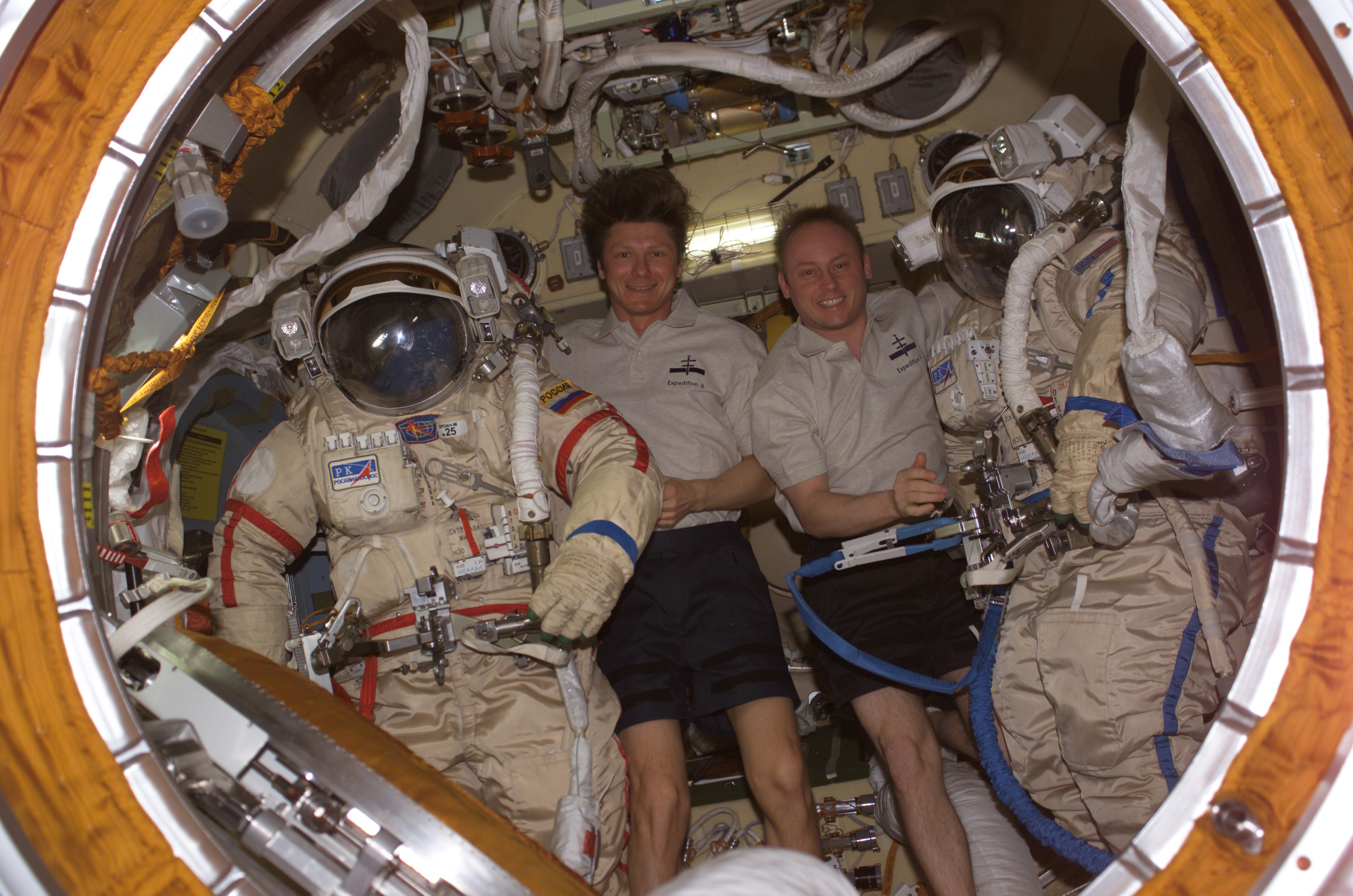
Vue de l'intérieur du module
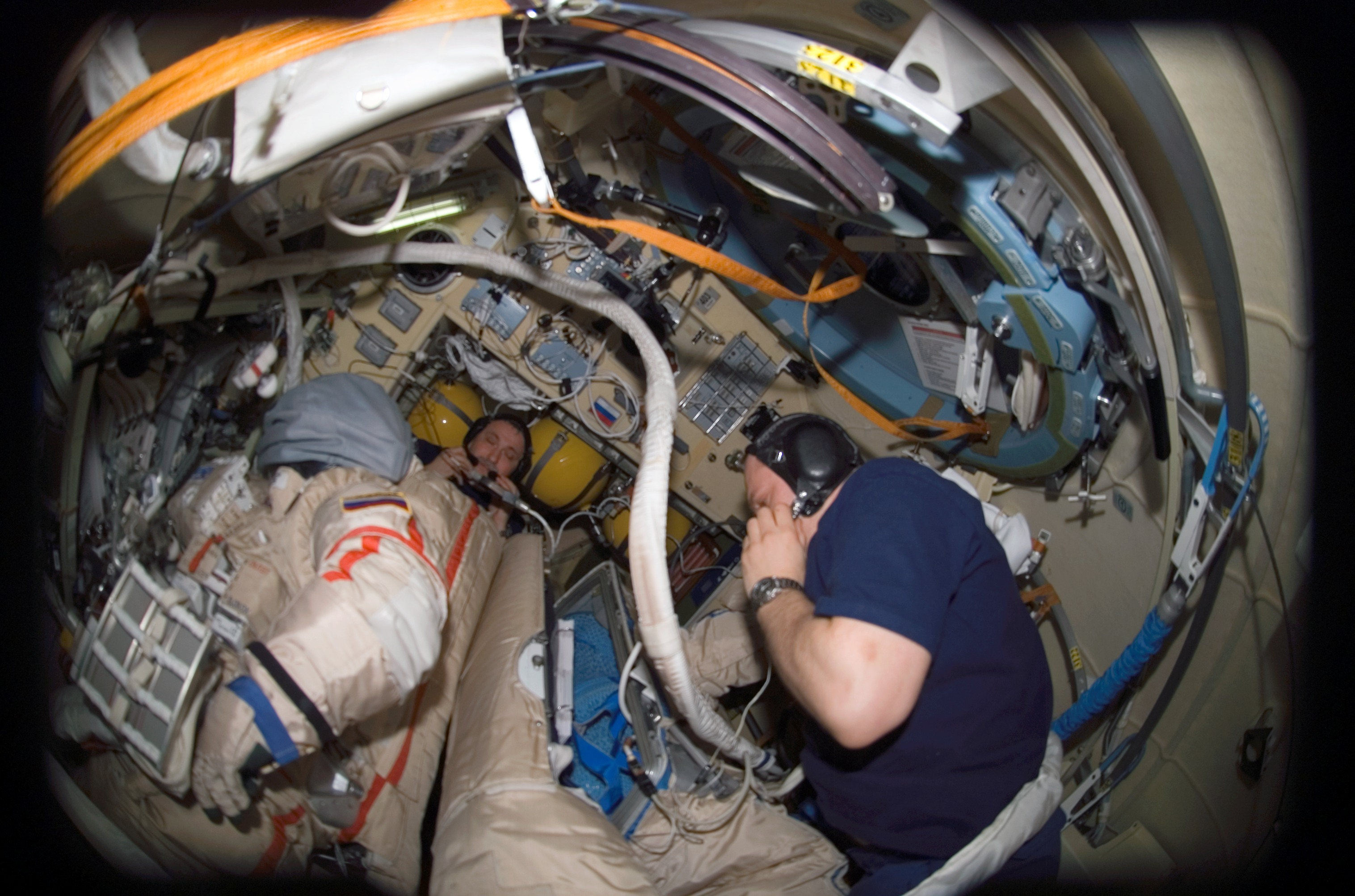
Vue de l'intérieur du module